# Перидерма
Периде́рма (від грец. περι — «біля» + δερμα — «шкіра»)  — вторинна покривна тканина стебла і коренів багаторічних (рідше однорічних) рослин. Виникає у багаторічних рослин на зміну первинній покривній тканині епідерми.
Перидерма — це складна багатошарова та багатофункціональна тканина, утворена комплексом клітин, різних за будовою та функціями.

## Утворення
Як правило, в органах рослин закладається декілька перидерм. Кожна наступна закладається глибше від попередньої, рідше утворюється одна перидерма (осика, вільха, багаторічні трави). З часом зовнішні шари перидерми та ті шари тканин, що знаходяться між ними, відмирають, утворюючи на поверхні органа корок.
Спочатку клітини фелогену вичленяються двома послідовними периклінальними (паралельно до поверхні) поділами живих клітин постійних тканин. Він може виникати з епідерми, глибоких шарів первинної кори, перициклу та флоеми. Із трьох утворених клітин середня стає клітиною фелогену, зовнішня — корком, внутрішня — фелодермою. Щойно утворені клітини корку майже ідентичні клітинам фелогену, але з утворенням нових клітин раніше утворені відтісняються до периферії і переходять до диференціювання.

## Будова
До складу перидерми входять:
- Фелема, або корок — вторинна покривна тканина, яка складається із мертвих клітин, заповнених повітрям або коричневими смолянистими або дубильними речовинами. У процесі окорковіння на її первинну оболонку відкладається суберин, а з боку клітини на субериновий шар накладається вторинна целюлозна оболонка. У клітинній стінці пор немає.
- Фелоген, або корковий камбій — одношарова меристема, яка складається з коротких клітин. Фелоген виникає із епідерми (пагони яблуні, верби), субепідермального шару (пагони берези, липи, бузини), більш глибоких шарів первинної кори (пагони барбариса, сосни) або перициклу (пагони малини, смородини), а також флоеми. У результаті поділу клітин фелогену ззовні утворюються клітини корку — власне захисна покривна тканина, а усередині — один або декілька шарів фелодерми.
- Фелодерма, або коркова паренхіма — живі клітини, які відрізняються від паренхімних клітин кори радіальним розміщенням. Іноді фелодерма може бути відсутня (малина, паслін гірко-солодкий).

## Функції
Перидерма виконує такі функції:
- захист рослини від втрати вологи, так як клітини її є повітря- та водонепроникними;
- газообмін, який відбувається через сочевички, що знаходяться в перидермі;
- захист від проникнення хвороботворних мікроорганізмів;
- убезпечує від різких коливань температури, здійснюючи цим самим терморегуляцію;
- клітини корку виконують механічні функції.